# Livarot
Livarot je pristaniško naselje in občina v severozahodnem francoskem departmaju Calvados regije Normandija. Leta 2006 je naselje imelo 2.356 prebivalcev.

## Geografija
Kraj se nahaja v pokrajini Auge ob reki Vie 18 km južno od Lisieuxa.

## Uprava
Livarot je sedež istoimenskega kantona, v katerega so poleg njegove vključene še občine Auquainville, Les Autels-Saint-Bazile, Bellou, La Brévière, La Chapelle-Haute-Grue, Cheffreville-Tonnencourt, Fervaques, Heurtevent, Lisores, Le Mesnil-Bacley, Le Mesnil-Durand, Le Mesnil-Germain, Les Moutiers-Hubert, Notre-Dame-de-Courson, Sainte-Foy-de-Montgommery, Saint-Germain-de-Montgommery, Sainte-Marguerite-des-Loges, Saint-Martin-du-Mesnil-Oury, Saint-Michel-de-Livet, Saint-Ouen-le-Houx in Tortisambert s 6.602 prebivalcema.
Kanton Livarot je sestavni del okrožja Lisieux.
1. ↑  »Populations légales 2016«. Nacionalni inštitut za statistične in gospodarske raziskave. Pridobljeno 25. aprila 2019.